# Grabowo (gmina Olszewo-Borki)
Grabowo – wieś sołecka w Polsce położona w województwie mazowieckim, w powiecie ostrołęckim, w gminie Olszewo-Borki.

## Historia
W latach 1921–1939 wieś leżała w województwie białostockim, w powiecie ostrołęckim, w gminie Nakły (od 1936 w gminie Rzekuń).
Według Powszechnego Spisu Ludności z 1921 roku wieś zamieszkiwało 118 osób, 114 było wyznania rzymskokatolickiego, 4 prawosławnego. Jednocześnie 114 mieszkańców zadeklarowało polską przynależność narodową a 4 rosyjską. Było tu 18 budynków mieszkalnych. Miejscowość należała do parafii rzymskokatolickiej w Ostrołęce. Podlegała pod Sąd Grodzki w Ostrołęce i Okręgowy w Łomży; właściwy urząd pocztowy mieścił się w Ostrołęce.
W wyniku agresji niemieckiej we wrześniu 1939 wieś znalazła się pod okupacją niemiecką. Od 1939 do wyzwolenia w 1945 włączona w skład Landkreis Scharfenwiese, rejencji ciechanowskiej Prus Wschodnich III Rzeszy.
W latach 1975–1998 miejscowość administracyjnie należała do województwa ostrołęckiego.
We wsi mieści się stacja towarowa Grabowo na linii kolejowej nr 35 Ostrołęka – Szczytno.

## Religia
Wierni Kościoła rzymskokatolickiego należą do parafii  NMP Królowej Polski w Olszewie-Borkach.